# Leucochrysa magnifica
Leucochrysa magnifica är en insektsart som först beskrevs av Banks 1920.  Leucochrysa magnifica ingår i släktet Leucochrysa och familjen guldögonsländor. Inga underarter finns listade i Catalogue of Life.